# Morning Bugle
Morning Bugle — (с англ. — «Утренний горн») — студийный альбом американского музыканта Джона Хартфорда, вышедший в 1972 году. Диск — продолжение альбома Aereo-plain 1972 года .

## Об альбоме
Все песни альбома были написаны Джоном Хартфордом за исключением одной традиционной мелодии. Альбом был записан и была записана в студии без сверхдублирования (англ. over-dubbing). В записи приняли участие Норман Блейк (акустическая гитара) и Дэйв Холланд (бас-гитара).

## Список композиций
Все песни написаны Джоном Хартфордом.
| Сторона 1 | Сторона 2 |
| --- | --- |
| - Трамвай — 3:54 Streetcar - Никто больше не ест у Лайнбафа — 4:52 Nobody Eats at Linebaugh’s Anymore - Блюз Говарда Хьюза — 2:52 Howard Hughes' Blues - Все падают — 3:11 All Fall Down - На дороге — 3:44 On the Road - Утренний горн — 2:22 Morning Bugle - Старый Джо Кларк — 5:48 Old Joe Clark | - Мой розыгрыш — 3:40 My Rag - Вчера поздно вечером, когда мой Вилли вернулся домой (Традиционная музыка) — 3:19 Late Last Night When My Willie Came Home (Traditional) - Нет места, куда можно было бы уйти — 4:18 Got No Place to Go - Пока-пока — 3:20 Bye-Bye |

## Участники записи
- Джон Хартфорд — банджо, гитара, скрипка, вокал
- Норман Блейк — гитара, мандолина
- Дэйв Холланд — бас-гитара

Производство
- Продюсер: Дэвид Бромерг
- Звукозапись: Марк Харман
- Миксы: Тоби Маунтен
- Арт-дирекция: Нэнси Гивен
- Фотография/Иллюстрации: Эд Трашер/Дон Панчетз
- Надписи на обложке диска: Джон Саймон